# Adesmia radicifolia
Adesmia radicifolia är en ärtväxtart som beskrevs av Dominique Clos. Adesmia radicifolia ingår i släktet Adesmia och familjen ärtväxter. Inga underarter finns listade i Catalogue of Life.